# Тигранакерт (Амід)
Тигранакерт (вірм. Տիգրանակերտ, Тигранакерт або Дікранагерд на західно-вірменському діалекті лат. Tigranocerta) — давньовірменське місто, побудоване як столиця держави Тиграна II в 77 р. до н. е..

### Історія заснування
Тигран був великим шанувальником величезних міст. Він вважав, що міць держави залежала від того, як побудоване і виглядає місто.
Попередня столиця Арташат, заснована Арташесом I, під час вірменської імперії була ізольована від головних торгових шляхів і в зв'язку з новими здобутками, (від Каспійського моря до півдня Сирії) Тиграна, перебувала в східному куті великих територій. Тигран II хотів побудувати нове місто. Він припускав, що нове розкішне місто буде символом Нової Вірменії. За задумом Тиграна, місто повинне було стати новим центром вірменської культури і цивілізації. Місто також мало бути символом величі й славних перемог Тиграна. На початку 70 до н. е., коли імперія Тиграна була на піку свого розвитку, він нарешті почав будівництво міста мрії. Розташування було обрано в результаті точних розрахунків, місто розташовувалося прямо в центрі головних торгових шляхів стародавнього світу

### Географічне положення
Тигранакерт знаходиться на північний захід від озера Ван, на місці сучасного міста Сильван, недалеко від Діярбакиру (Туреччина).
Тигранакерт був настільки великим і важливим, що на честь нього називали всю рівнину, яка починається від південних схилів Сасуна і доходить до річки Тигр і міста Амід (сучасний Діярбакир)
Тигранакертська рівнина була густо населена вірменами до 1915 року. Але до того часу самого міста Тигранакерт вже не було, від нього залишилася лише невелике село, з назвою «Мануфаркін», а єдиним великим містом на Тигранакертський рівнині був Амід (Діарбекір), в якому до 1915 року вірмени становили значну частину населення, з цього місцеві вірмени принесли назву легендарного міста на Діярбакир, і в народі називали його «Тигранакерт».

### Опис міста
Столиця була оточена величезними, товстими мурами, близько 25 метрів у висоту. Багато ніш у мурах служили стайнями, комірчинами, складами озброєнь, боєприпасів, запасів продовольства й інших матеріальних запасів. Королівський Палац був в передмістях міста, оточеного красивими садами. Місто було забудоване у стилі еллінізму. Для заселення міста туди було насильно переселено населення ряду міст з Месопотамії, Кілікії та особливо Каппадокії, зокрема, грецьке населення міста Мазак (пізніше Цезарія і Кайсері). Краса і багатство нової столиці Вірменії були порівняні з величними містами того часу Вавилоном і Ніневією
Багато людей приходили з Малої Вірменії і Каппадокії в Тигранакерт. Під час щодо короткої історії Тигранакерт, у нової столиці було населення приблизно 100 000 громадян.
Ринки міста були заповнені торговцями. Тигранакерт швидко став дуже важливим комерційним, так само як культурним центром Близького Сходу. Чудовий театр, який був встановлений Тиграном, який дуже любив театри. Головні образи в театрі виконувалися грецькими і вірменськими акторами.
Плутарх писав, що:

«Тигранакерт був багатим і красивим містом, де кожна людина була навчена прикрашати це місто»

### Руйнування міста
Мрія Тиграна незабаром була зруйнована, з багатьма проєктами та планами було покінчено.
У 69 до н. е. Тигранакерт був зруйнований римлянами під проводом Лукулла, яким відкрили ворота полонені каппадокійці, переселені Тиграном II Великим зі своїх земель. Попри це, цей регіон протягом століть залишався центром вірменської культури та розселення вірмен аж до геноциду вірмен на території Османської імперії кінця XIX — початку XX століть, коли місцеве вірменське населення було асимільоване, знищено або витіснено курдами і турками.

## Культура
На культурне обличчя і зовнішній вигляд Тигранакерта вплинув більшою мірою еллінізм.
Театр Тигранакерта був найрозвиненішим у цьому регіоні.